# Non so più cosa son, cosa faccio
Non so più cosa son, cosa faccio lub krócej Non so più – aria z I aktu opery Wesele Figara, z muzyką skomponowaną przez Wolfganga A. Mozarta oraz tekstem w języku włoskim autorstwa Lorenza Da Pontego. Przypisana jest ona do roli Cherubina i przeznaczona dla mezzosopranów. Pierwsza aria Cherubina.
Cherubin to młody kawaler (ale sama ta rola jest rolą kobiecą), który kocha się we wszystkich mieszkankach pałacu hrabiego Almavivy niezależnie od ich wieku i statusu, jednak swoimi młodzieńczymi uczuciami szczególnie darzy hrabinę Rozynę. Ze swoimi miłosnymi rozterkami i dopiero co napisaną piosenką dzieli się z Zuzanną, pokojówką hrabiny i narzeczoną tytułowego Figara. Aria Non so piú cosa son, cosa faccio daje wyraz buzującym w młodym chłopcu hormonom i targającym nim uczuciom, z którymi nie umie sam sobie poradzić. Kobiety powodują u niego rumieńce i drżenie serca, a on stale, odkąd się obudzi i dokąd nie zasypia, myśli tylko o miłości, o której chce rozmawiać nie tylko z ludźmi, ale nawet otaczającymi go stworzeniami, przedmiotami i żywiołami, a kiedy zdaje sobie sprawę, że one nie są w stanie zanieść jego słów do innych ludzi, mówi o miłości do samego siebie.
Prapremiera światowa opery Wesele Figara odbyła się w Wiedniu 1 maja 1786. Rolę Cherubina i tym samym również samą arię śpiewała wówczas Dorothea Bussani.